# Árpád d'Hongria
|  | Per a altres significats, vegeu «Arpad (desambiguació)». |

Árpád (845-907) va ser el primer governant d'Hongria, fundador de la dinastia Árpád i líder de la tribu dels magiars. Tot i que no se l'anomena l'iniciador del Regne d'Hongria (es considera que fou Esteve I), és vist com una figura fundacional del país i sovint se l'anomena "el nostre pare Árpád".
Árpád era fill d'Álmos, el cabdill de la federació tribal hongaresa. Segons les cròniques medievals (que, d'altra banda, no són gaire fiables), set tribus protomagiars el varen elegir el seu líder a Etelköz cap al 890, i ell ja era cap d'una d'aquestes. Es diu que va ser el seu fejedelem ('príncep') durant 20 anys, fins a la seva mort el 907.
El tractat romà d'Orient Sobre l'administració de l'imperi (~950) diu: «abans d'aquest Árpád, els magiars mai no havien tingut altre príncep governant ("arcont") i d'aleshores ençà el príncep d'Hongria ha estat un membre d'aquesta família». Altres fonts insinuen que va governar al costat d'un altre príncep, Kurszán, que suposadament es trobaria a la seva mateixa alçada, o bé ocuparia la posició immediatament inferior, exercint el poder com una mena de "sotspríncep". Segons els textos àrabs, el títol d'Árpád sembla haver estat kende -tot i que alguns historiadors consideren que Kende és un nom propi- o gyula ('cabdill guerriller').
Després de diverses maniobres de pillatge a Europa (a partir del 860), els protomagiars d'Etelköz sota el comandament d'Árpád, empesos pels petxenegs de l'est, decidiren de finalment travessar els Carpats. El 896, van ocupar el riu Tisza superior, des d'on van continuar dedicant-se al pillatge en parts d'Europa central i occidental, i el 900 o 901 es dirigiren a la Pannònia. El nombre de protomagiars que entraren als camps de Pannònia el 896 arribava als 200.000 o 250.000.
Segons Sobre l'administració de l'imperi, els seus fills eren: (llista probablement incompleta)
- Tarhos (Tarkacsu)
- Üllő (Jeleg)
- Jutas (Jutocsa)
- Liüntika (erròniament anomenat Levente en documents més antics)
- Zolta (Zaltasz), el més jove.

D'Árpád, diu la llegenda que, de manera primerenca, va iniciar la tradició "parlamentària" en una sessió a cavall amb uns altres 40 "nobles" abans de l'any 900.